# Yukio Kitahara
Yukio Kitahara (jap. 北原 幸男, Kitahara Yukio; * 1957) ist ein japanischer Dirigent und ehemaliger Generalmusikdirektor in Aachen.

## Leben und Wirken
Kitahara studierte zunächst an der Tōhō-Gakuen-Musikhochschule in Chōfu und absolvierte seine Ausbildung zum Dirigenten am NHK-Sinfonieorchester in Tokio unter Tadaaki Otaka und Kazuyoshi Akiyama. Darüber hinaus belegte er Meisterkurse am Tanglewood im Berkshire County unter Seiji Ozawa und Leonard Bernstein.
Anschließend trat Kitahara von 1980 bis 1982 als Assistent von Horst Stein mit dem Orchestre de la Suisse Romande in Bayreuth, Wien und Genf auf. Von 1982 bis 1985 wurde er als stellvertretender Dirigent an der Wiener Volksoper verpflichtet und gewann mit diesem Orchester 1985 den dritten Preis beim Internationalen Musikwettbewerb Prager Frühling. Anschließend übernahm er die Stelle des Kapellmeisters am Tiroler Landestheater Innsbruck, bevor er 1992 an das Theater Aachen wechselte, wo er zunächst ebenfalls als Orchesterleiter des Sinfonieorchesters Aachen eingesetzt wurde und von 1993 bis 1996 als Generalmusikdirektor tätig war.
Zwischenzeitlich nahm Kitahara immer wieder Einladungen von namhaften Opernhäusern Europas und Japans an, wo er als Gastdirigent mit zahlreichen renommierten Orchestern auftrat, darunter mit dem Bruckner Orchester Linz, dem Israel Philharmonic Orchestra, den Budapester Symphonikern, dem Sinfonieorchester des Norddeutschen Rundfunks und dem Sinfonieorchester des Prager Rundfunks. In Japan war es vor allem das NHK-Sinfonieorchester, von dem Kitahara regelmäßig eingeladen wurde und mit dem er 1992 die 11. Sinfonie von Dmitri Dmitrijewitsch Schostakowitsch live auf Tonträger einspielte.
1999 kehrte Kitahara dauerhaft nach Japan zurück und dirigierte unter anderem das Tokyo Metropolitan Symphony Orchestra, das Sinfonieorchester Sapporo, das Philharmonie-Orchester Osaka und das Philharmonieorchester Nagoya. In den folgenden Jahren entstanden zahlreiche weitere CD-Aufnahmen, darunter mit dem Tokyo Metropolitan Symphony Orchestra im September 2004 eine Live-Mitschnitt der 5. Symphonie von Schostakowitsch und im gleichen Jahr die 5. Sinfonie von Toshi Ichiyanagi mit dem Nagoya Philharmonieorchester. 2007 erschien eine Doppel-CD mit dem Doppelkonzert a-Moll für Violine, Violoncello und Orchester op. 102 und der 1. Sinfonie von Johannes Brahms als Live-Mitschnitt aus dem Jahre 2005 mit dem Neuen Philharmonieorchester Japan.
Später übernahm Kitahara eine Assistenzprofessur an der Musashino Musikhochschule in der Präfektur Tokyo und eine Gastprofessur an der Elisabeth-Musikhochschule in Hiroshima.